# Neverniki (sura)
Neverniki (arabsko Al-Kafirun) je 109. sura (poglavje) v Koranu, ki jo sestavlja 6 ajatov (verzov). Je meška sura.
Med opravljanjem molitve (salata oz. namaza) pri tej suri verniki opravijo 1 ruku' (priklon).